# Golden Gate Highlands nationalpark
Golden Gate Highlands nationalpark ligger i sydöstra delen av Fristatsprovinsen i Sydafrika vid gränsen mot Lesotho. Den har fått sitt namn efter de gula eller orange sandstensklipporna som lyser i solen.
I Cathedral Cave som är en av de större grottorna i parken förekommer guidade vandringar. Större och annars sällsynta fåglar som lever i parken är skallig ibis (Geronticus calvus) och lammgam (Gypaetus barbatus). Däggdjurslivet utgörs bland annat av vitsvansad gnu, bläsbock, oribi (Ourebia ourebi) och Burchells zebra.